# Boechera pendulocarpa
Boechera pendulocarpa är en korsblommig växtart som först beskrevs av Aven Nelson, och fick sitt nu gällande namn av Windham och Al-shehbaz. Boechera pendulocarpa ingår i släktet indiantravar, och familjen korsblommiga växter. Inga underarter finns listade i Catalogue of Life.